# داميان يانيز
داميان يانيز (بالإسبانية: Damián Yañez)‏ هو لاعب كرة قدم أرجنتيني في مركز الوسط، ولد في 31 يوليو 1972 في لانوس في الأرجنتين. لعب مع تاليريس.

## وصلات خارجية
- داميان يانيز على موقع قاعدة بيانات كرة القدم.إي يو (الإنجليزية)
- داميان يانيز على موقع عالم كرة القدم.نت (الإنجليزية)